# Cryptographic Application Programming Interface
Pour les articles homonymes, voir CAPI.
 (octobre 2012).
La Cryptographic Application Programming Interface de Microsoft (aussi connue sous le nom de CryptoAPI, MS CAPI ou simplement CAPI) est une interface de programmation pour les langages C et C++ présente dans le système d'exploitation Microsoft Windows et qui permet d'utiliser les fonctions cryptographiques implémentées dans les Cryptographic Service Provider. Il s'agit du pendant au pseudo-protocole PKCS#11 établi par RSA Security qui est couramment utilisé dans le monde Unix/Linux.

## Fonctionnalités
Les primitives fournies par la CAPI permettent de chiffrer et déchiffrer des données en utilisant des clés de chiffrement symétriques et asymétriques. Elles permettent aussi de réaliser des opérations de signatures de documents numériques, de vérification de signature, de génération de nombre pseudo-aléatoire ou de calcul hash.
L'intérêt de la CAPI est de fournir une interface de programmation unifiée pour tous les fournisseurs de service cryptographiques.